# 島原市

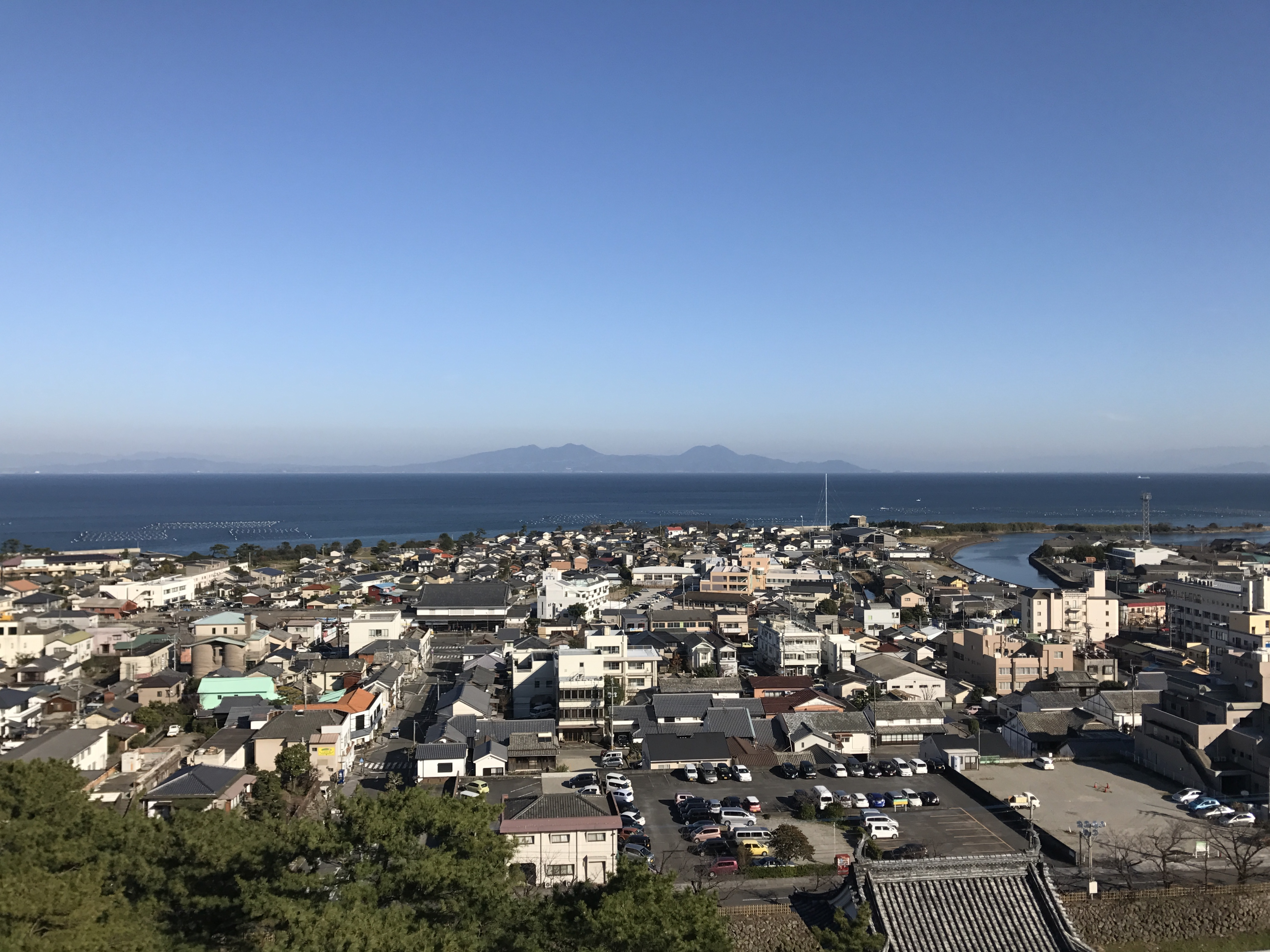
島原城の天守閣から望む島原駅・市役所方面

島原市（しまばらし）は、長崎県南東部にある市。
島原半島の中心都市であり、島原城や武家屋敷など旧城下町の街並みが残る。島原湧水群があり、水の郷百選や遊歩百選に選ばれている。有明海（島原湾）を介して、フェリーや高速船で結ばれている対岸の熊本市や大牟田市などとの関係も深い。旧南高来郡。

## 地理

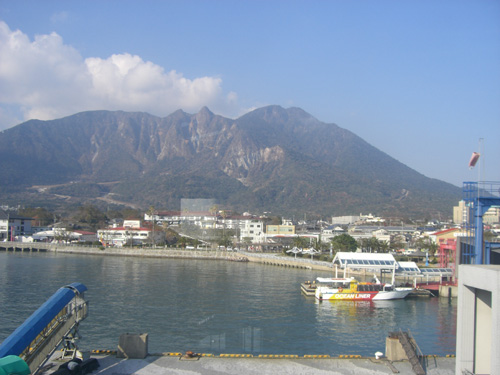
島原港から見た眉山

島原市中心部周辺の空中写真。
2015年5月1日撮影の13枚を合成作成。。

島原半島の東端に位置し、西に雲仙市、南に南島原市と接する。市の西部には標高1,483mの平成新山をはじめとした雲仙岳の山々があり、東向きに裾野が広がる。東は有明海に面する。東部の海岸沿いに人口が多く、国道251号と島原鉄道が海岸沿いを縦断する。
- 河川 - 水無川・中尾川・湯江川
- 山 - 雲仙岳（眉山・平成新山）
- 湖沼 - 白土湖

### 気候
2024年8月4日に最高気温39.2℃（15:41）を観測し、15年ぶりに長崎県内の観測史上最高気温を更新した。また、同県としては初めて39℃を超えた。
| 島原（2006年 - 2020年）の気候      | 島原（2006年 - 2020年）の気候 | 島原（2006年 - 2020年）の気候 | 島原（2006年 - 2020年）の気候 | 島原（2006年 - 2020年）の気候 | 島原（2006年 - 2020年）の気候 | 島原（2006年 - 2020年）の気候 | 島原（2006年 - 2020年）の気候 | 島原（2006年 - 2020年）の気候 | 島原（2006年 - 2020年）の気候 | 島原（2006年 - 2020年）の気候 | 島原（2006年 - 2020年）の気候 | 島原（2006年 - 2020年）の気候 | 島原（2006年 - 2020年）の気候 |
| 月                                 | 1月                           | 2月                           | 3月                           | 4月                           | 5月                           | 6月                           | 7月                           | 8月                           | 9月                           | 10月                          | 11月                          | 12月                          | 年                            |
| ---------------------------------- | ----------------------------- | ----------------------------- | ----------------------------- | ----------------------------- | ----------------------------- | ----------------------------- | ----------------------------- | ----------------------------- | ----------------------------- | ----------------------------- | ----------------------------- | ----------------------------- | ----------------------------- |
| 最高気温記録 °C （°F）             | 20.1 (68.2)                   | 23.5 (74.3)                   | 25.6 (78.1)                   | 28.8 (83.8)                   | 32.1 (89.8)                   | 34.4 (93.9)                   | 38.1 (100.6)                  | 39.2 (102.6)                  | 37.2 (99)                     | 31.8 (89.2)                   | 28.4 (83.1)                   | 25.2 (77.4)                   | 39.2 (102.6)                  |
| 平均最高気温 °C （°F）             | 10.3 (50.5)                   | 11.8 (53.2)                   | 15.3 (59.5)                   | 20.1 (68.2)                   | 24.8 (76.6)                   | 27.0 (80.6)                   | 31.2 (88.2)                   | 32.7 (90.9)                   | 29.0 (84.2)                   | 24.0 (75.2)                   | 18.1 (64.6)                   | 12.4 (54.3)                   | 21.4 (70.5)                   |
| 日平均気温 °C （°F）               | 7.0 (44.6)                    | 8.1 (46.6)                    | 11.1 (52)                     | 15.4 (59.7)                   | 20.0 (68)                     | 23.1 (73.6)                   | 27.0 (80.6)                   | 28.3 (82.9)                   | 25.0 (77)                     | 20.3 (68.5)                   | 14.6 (58.3)                   | 9.0 (48.2)                    | 17.4 (63.3)                   |
| 平均最低気温 °C （°F）             | 3.4 (38.1)                    | 4.5 (40.1)                    | 7.1 (44.8)                    | 11.1 (52)                     | 15.7 (60.3)                   | 20.0 (68)                     | 24.0 (75.2)                   | 25.1 (77.2)                   | 22.0 (71.6)                   | 17.0 (62.6)                   | 11.0 (51.8)                   | 5.4 (41.7)                    | 13.8 (56.8)                   |
| 最低気温記録 °C （°F）             | −6.2 (20.8)                   | −5.4 (22.3)                   | −1.0 (30.2)                   | 2.6 (36.7)                    | 8.1 (46.6)                    | 13.8 (56.8)                   | 18.0 (64.4)                   | 18.8 (65.8)                   | 15.1 (59.2)                   | 8.1 (46.6)                    | 1.4 (34.5)                    | −1.5 (29.3)                   | −6.2 (20.8)                   |
| 降水量 mm （inch）                 | 64.2 (2.528)                  | 117.5 (4.626)                 | 144.9 (5.705)                 | 183.0 (7.205)                 | 185.7 (7.311)                 | 475.8 (18.732)                | 414.9 (16.335)                | 207.4 (8.165)                 | 173.9 (6.846)                 | 118.4 (4.661)                 | 84.1 (3.311)                  | 79.2 (3.118)                  | 2,210.8 (87.039)              |
| 平均降水日数 （≥1.0 mm）           | 5.8                           | 8.5                           | 9.1                           | 9.3                           | 8.8                           | 15.0                          | 12.7                          | 9.6                           | 9.5                           | 6.5                           | 7.3                           | 7.9                           | 109.1                         |
| 平均月間日照時間                   | 140.2                         | 143.2                         | 184.9                         | 198.4                         | 215.3                         | 128.9                         | 194.8                         | 235.7                         | 180.3                         | 192.0                         | 149.7                         | 135.6                         | 2,094.5                       |
| 出典1：Japan Meteorological Agency |                               |                               |                               |                               |                               |                               |                               |                               |                               |                               |                               |                               |                               |
| 出典2：気象庁                      |                               |                               |                               |                               |                               |                               |                               |                               |                               |                               |                               |                               |                               |

## 地域

### 地名
島原市の地名を参照。

### 人口
| |                                        |  |
| 島原市と全国の年齢別人口分布（2005年） | 島原市の年齢・男女別人口分布（2005年） |  |
| ■紫色 ― 島原市 ■緑色 ― 日本全国 | ■青色 ― 男性 ■赤色 ― 女性              |  |
| 島原市（に相当する地域）の人口の推移 \| 1970年（昭和45年） \| 56,692人 \| \| \| 1975年（昭和50年） \| 57,289人 \| \| \| 1980年（昭和55年） \| 58,890人 \| \| \| 1985年（昭和60年） \| 58,457人 \| \| \| 1990年（平成2年） \| 56,903人 \| \| \| 1995年（平成7年） \| 52,853人 \| \| \| 2000年（平成12年） \| 51,563人 \| \| \| 2005年（平成17年） \| 50,045人 \| \| \| 2010年（平成22年） \| 47,455人 \| \| \| 2015年（平成27年） \| 45,436人 \| \| \| 2020年（令和2年） \| 43,338人 \| \| |                                        |  |
| 総務省統計局 国勢調査より |                                        |  |
| 1970年（昭和45年） | 56,692人                               |  |
| 1975年（昭和50年） | 57,289人                               |  |
| 1980年（昭和55年） | 58,890人                               |  |
| 1985年（昭和60年） | 58,457人                               |  |
| 1990年（平成2年） | 56,903人                               |  |
| 1995年（平成7年） | 52,853人                               |  |
| 2000年（平成12年） | 51,563人                               |  |
| 2005年（平成17年） | 50,045人                               |  |
| 2010年（平成22年） | 47,455人                               |  |
| 2015年（平成27年） | 45,436人                               |  |
| 2020年（令和2年） | 43,338人                               |  |

## 歴史

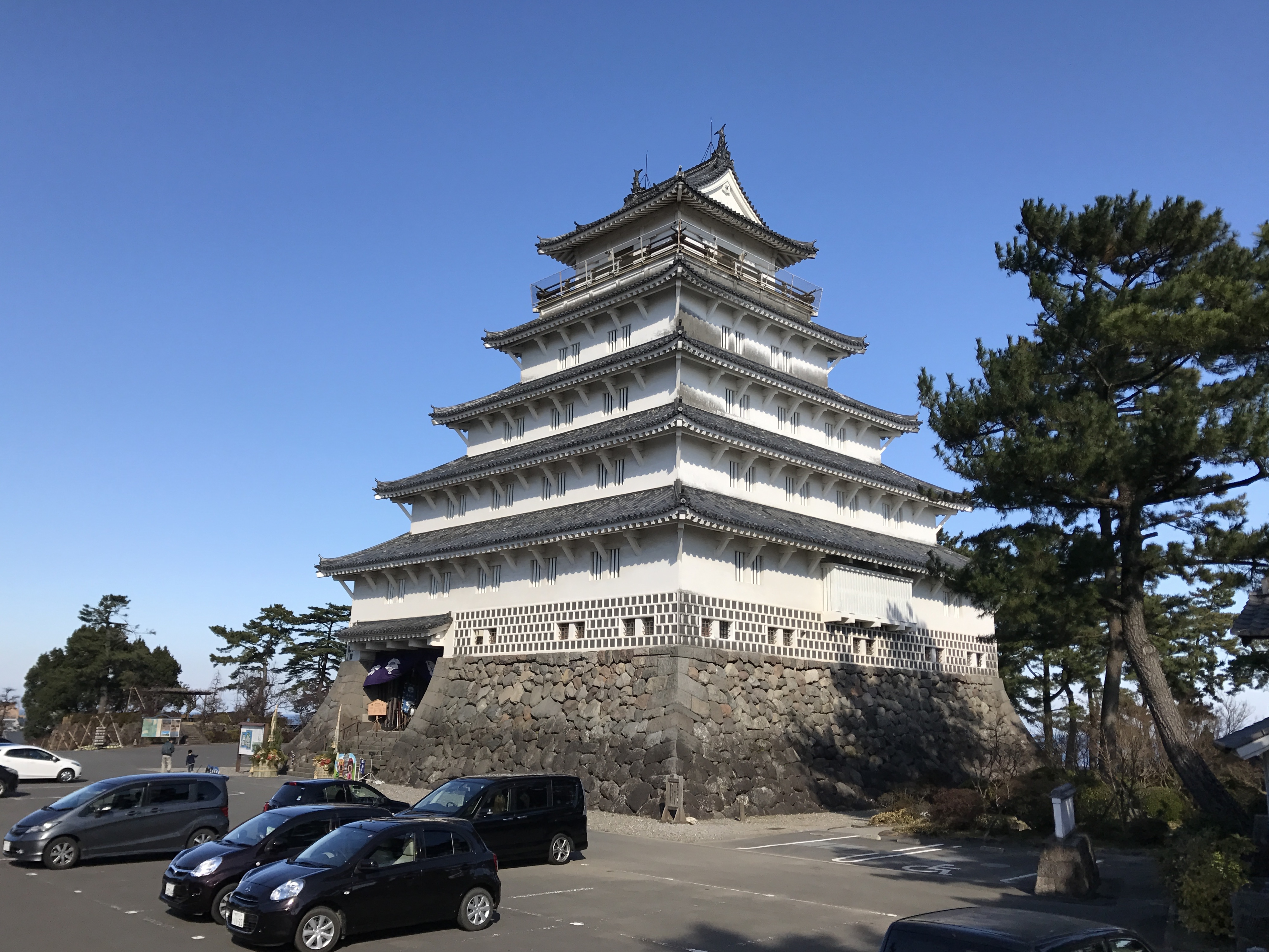
島原城

江戸時代初期の1618年（元和4年）から7年の歳月をかけ松倉重政が島原城を築城したが、石高の規模の見合わない大城であったため松倉家の財政は破綻し、松倉家はこれを補うため日本史上で類例がない九公一民の重税をかけ、その減免を訴えた農民を一揆勢であると偽称して次々と拷問にかけ殺した。さらにはキリシタン弾圧などの悪政を続け、1637年（寛永14年）に島原の乱が起こる。これにより旧来の住民はほとんど全滅し、代わって藩を統治した高力忠房の移住政策により復興していくことになる。学者の説では現代の島原市民はその大半が農民による大規模な島原の乱以降の移住者であり、江戸期以前に伝統的に島原で居住してきた人間の子孫はほぼ存在しないとされるが根拠が無くて歴史的にその事実が確認できない。しかし忠房の後を継いだ隆長は藩の体制確立に躍起になったためか失政が多く、幕府より咎を受け寛文8年（1668年）に改易となった。
代わって丹波国福知山藩より深溝松平氏の松平忠房が藩主となる。松平氏は5代にわたって島原を統治したが、寛延2年（1747年）に下野国宇都宮藩の戸田忠盈が入り、入れ替わりで松平氏は宇都宮へ移封。戸田氏は2代続いたが、安永3年（1774年）に宇都宮へ移封されていた松平氏が再び戻ってくる。戸田氏も入れ替わりで宇都宮へ戻る。以後、松平氏が8代にわたって統治した。この間、島原では産業が発達し、文化が進み、人口も伸びていった。当時、難しいと言われた島原の地であるが、忠房公以来、領内は安定しており、「土芥寇讎記（ドカイコウシユウキ）」によればその治世の評価は高い。
明治時代、廃藩置県によって一時的に島原県が設立され県庁所在地となったが、島原県はすぐに長崎県に編入された。その後島原城も廃城となり、破却された（1964年に復元）。
半島の中央部にある雲仙普賢岳は噴火を繰り返す活火山として有名である。1792年（寛政4年）の噴火の際には眉山の山体崩壊により島原大変肥後迷惑と呼ばれる日本史上最悪の火山災害が起こり現在の島原市域に大打撃を与え、肥前、肥後両国で1万5千人以上の死者が発生している。また最近の平成時代の災害では1990年（平成2年）11月17日に普賢岳が噴火した平成の島原災害がある。翌年の1991年（平成3年）6月3日には火砕流が発生して、報道関係者や世界的に有名な火山学者クラフト夫妻など43人が亡くなった。1996年（平成8年）6月3日に火山活動の終息が宣言され、それ以降は現在まで復興へ向けた取り組みが続けられている。

### 沿革
市域の変遷については#行政区域の変遷を参照。
- 1949年（昭和24年）5月25日 - 昭和天皇が市内を行幸（昭和天皇の戦後巡幸）。島原高校、種馬育成馬を訪問、雲仙九州ホテルが行在所（宿舎）となる[3]。
- 1990年（平成2年）11月17日 - 普賢岳が噴火。
- 1991年（平成3年）6月3日 - 大火砕流が発生。
- 1996年（平成8年）6月3日 - 火山活動の終息が宣言。
- 2002年（平成14年）- 島原半島の市町村間で様々な合併協議会が発足し、合併のあり方が模索される。
  - 3月1日 - 島原地域任意合併協議会（島原市、深江町[注釈 1]、布津町[注釈 1]、有家町[注釈 1]）が発足。
  - 3月29日 - 南高北東部合併推進協議会（瑞穂町[注釈 2]、国見町[注釈 2]、有明町）が発足。
  - 6月4日 - 有明町が南高北部合併推進協議会から脱退。
  - 7月1日 - 島原地域一市五町合併協議会（島原市、有明町、深江町、布津町、有家町、西有家町）が発足。
- 2003年（平成15年）
  - 3月31日 - 島原地域一市五町合併協議会が解散。
  - 4月1日 - 島原地域合併協議会（島原市・有明町）が発足。
- 2009年（平成21年）4月1日 - 土曜と日曜の午前中（8:30～12:00）の市役所窓口開設サービスを開始[注釈 3]。
- 2010年（平成22年）4月1日
  - 組織改編 - 「課」・「係」制を廃止し、「部制」・「グループ」制を導入[4][5]。
  - パスポート業務が長崎県から、島原市に移管され、島原市民は島原市役所（本庁）でパスポートの申請・受け取りができるようになった[注釈 4][6]。

### 行政区域の変遷
- 1889年（明治22年）4月1日 -町村制施行により、南高来郡のうち現在の市域にあたる以下の自治体が発足。（）は合併を行った村。他は単独での町村制。
  - 島原町、島原村、湊町、安中村（←安徳村、中木場村）、杉谷村、三会村、大三東村（←大野村・三之沢村・東空閑村）、湯江村
- 1924年（大正13年）4月1日 - 島原町・島原村・湊町が対等合併し、新町制による島原町が発足[7]。
- 1940年（昭和15年）4月1日 - 島原町・安中村・杉谷村が対等合併し市制施行。島原市が発足。
- 1955年（昭和30年）4月1日
  - 三会村を島原市へ編入。
  - 大三東村・湯江村が対等合併。有明村となる。
- 1961年（昭和36年）11月3日 - 有明村が町制施行。有明町となる。
- 2006年（平成18年）1月1日 - 有明町を島原市へ編入。

## 行政

### 市長
戦前
- 職務管掌[注釈 5] - 西尾森太郎（1940年（昭和15年）4月1日～）
- 初代 - 植木元太郎（1940年（昭和15年）6月20日～）
- 第2代 - 片岡操（1942年（昭和17年）3月13日～）

戦後
- 第3代 - 中岡秀蔵（1947年（昭和22年）4月16日～2期8年）
- 第4代 - 奥平広敏（1955年（昭和30年）6月20日～2期目途中）
- 第5代 - 松尾徳義（1960年（昭和35年）12月19日～3期12年）
- 第6代 - 宮崎忠夫（1972年（昭和47年）12月18日～2期8年）
- 第7代 - 鐘ヶ江管一（1980年（昭和55年）12月18日～3期12年）
- 第8代 - 吉岡庭二郎（1992年（平成4年）12月18日～4期16年）
- 第9代 - 横田修一郎（2008年（平成20年）12月18日～1期4年）
- 第10代 - 古川隆三郎（2012年（平成24年）12月18日～現職）　「隆」は生の上に一が入る

### 組織
- 市長
  - 副市長
    - 市長公室
      - 政策企画課 - 政策振興班、情報戦略班、交通政策班、DX推進室
      - 秘書人事課 - 秘書班、人事管理班、職員厚生班
      - シティプロモーション課 - 地方創生推進班、ロケツーリズム班、広報戦略班、広域圏派遣、長崎県派遣、長崎県（島原振興局）派遣、長崎県市長会派遣

    - 総務部
      - 総務課 - 行政班、総務・統計班、財政班
      - 税務課 - 税政班、市民税班、固定資産税班、収納班
      - 契約管財課 - 財産管理班、契約検査班、地籍調査班

    - 市民部
      - 市民安全課 - 災害対策班、地域防災班
      - 市民窓口サービス課 - 窓口班、マイナンバーカード班、戸籍班、行政サービス窓口班（とるっと）
      - 市民協働課 - 協働推進班、市民相談センター・消費生活センター
      - 環境課 - 環境班、ゼロカーボン推進室、クリーン資源班、県央県南広域環境組合派遣

    - 福祉保健部
      - 福祉課 - 地域福祉班、障害福祉班、保護班
      - こども課 - こども福祉班、こども家庭班、子育て支援室、三会保育園、家庭児童相談室
      - 保険健康課 - 国民健康保険班、後期高齢･介護班、健康づくり班、生活習慣病対策室、子育て世代包括支援センターおひさま、一体化実施事業、広域圏派遣（介護保険）、広域連合派遣（後期高齢者医療）

    - 商工観光部
      - 商工振興課 - 商工振興班、ふるさと納税班、企業立地推進室
      - しまばら観光課 - 観光・ジオパーク班、温泉･観光施設班

    - 建設部
      - 道路課 - 建設総務班、用地管理班、開発公社、建設改良班、建設維持班
      - 都市整備課 - 都市計画班、建設・空家対策班、住宅班

    - 水道課 - 業務班、工務班
    - 支所 - 有明支所（旧有明町役場）
- 会計管理者 - 会計課 - 会計班
- 議会 - 議会事務局 - 総務調査班、議事班
- 教育委員会 - 教育長
  - 教育総務課 - 総務班、施設整備班
  - 学校教育課 - 学事班、指導班
  - 社会教育課 - 文化財保護推進室、社会教育文化班
  - スポーツ課 - 子どもスポーツ班、生涯スポーツ班
- 選挙管理委員会 - 選挙管理委員会事務局 - 選挙班
- 監査委員 - 監査委員事務局
- 農業委員会 - 農業委員会事務局

### 支所・出張所
- 支所 - 有明支所（旧有明町役場）
- 出張所 - 三会出張所

### 庁舎
- 島原市役所
  - 1階
    - 市民窓口サービス課（パスポート窓口）、保険健康課、こども課、福祉課、環境課、会計課、市民相談センター

  - 2階
    - 都市整備課、道路課、税務課、産業政策課、しまばらブランド営業課、しまばら観光おもてなし課

  - 3階
    - 契約管財課、総務課、政策企画課、秘書人事課、市民安全課、監査委員事務局、選挙管理委員会

  - 4階
    - 議会事務局、議場
- 有明庁舎（有明支所／旧有明町役場）
  - 1階
    - 農林水産課、有明支所、農業委員会事務局、水道課、

  - 2階
    - 教育総務課、学校教育課、社会教育課、スポーツ課

  - 3階
    - 議場

### 姉妹都市・提携都市
国内
- 豊後高田市（大分県）- 1969年（昭和44年）4月25日 兄弟都市提携
- 福知山市（京都府）- 1983年（昭和58年）3月1日 姉妹都市提携
- 幸田町（愛知県額田郡）- 2017年（平成29年）10月11日 姉妹都市提携

### 広域行政
- 島原地域広域市町村圏組合 （連携市町村は、南島原市と雲仙市[注釈 6]）
  - 主に下記の事業に関して連携している。
    - 介護保険事業
    - 消防事業
    - 不燃物処理事業
    - 広域電算処理（税務情報・住民情報の行政処理）

#### 消防
- 島原地域広域市町村圏組合消防本部
  - 島原消防署

#### 不燃物処理
- 島原リサイクルプラント（中間処理）
- 広域クリーンセンター（最終処理）

### 県政所管

#### 県の出先機関
- 島原振興局
- ただし、県税に関しては県央振興局島原出張所

#### 警察
- 長崎県警察
  - 島原警察署

#### 医療
公立
- 長崎県島原病院（旧長崎県立島原病院）- 長崎県病院企業団による運営。

#### 保健所
- 島原振興局保健部（県南保健所）

#### 国の出先機関
法務省
- 島原区検察庁
- 島原拘置支所
- 長崎地方法務局島原支局

財務省
- 島原税務署

厚生労働省
- 島原労働基準監督署
- 島原公共職業安定所（ハローワーク島原）

国土交通省
- 国土交通省雲仙復興事務所

農林水産省
- 九州農政局長崎統計情報事務所島原出張所
- 長崎森林管理署
  - 島原森林事務所
  - 眉山治山事業所

裁判所
- 長崎地方裁判所島原支部
- 長崎家庭裁判所島原支部
- 島原簡易裁判所

## 議会

### 市議会
- 島原市議会 定数19[8]

### 県議会
- 長崎県議会 島原市選挙区 定数2

### 国政

#### 衆議院
- 任期 ： 2017年（平成29年）10月22日 - 2021年（令和3年）10月21日（「第48回衆議院議員総選挙」参照）

| 選挙区                                                                                        | 議員名   | 党派名     | 当選回数 | 備考   |
| --------------------------------------------------------------------------------------------- | -------- | ---------- | -------- | ------ |
| 長崎県第2区（島原市、長崎市（旧琴海町・外海町域）、諫早市、雲仙市、南島原市、長与町、時津町） | 加藤寛治 | 自由民主党 | 3        | 選挙区 |

## 産業
- 農業
  - 田畑 - 米、ダイコン、ニンジン、ジャガイモ、白菜、小玉スイカ、マンゴー、いちご、ザボン、葉たばこ
  - 山間部 - しいたけ
  - 畜産 - 養鶏（鶏肉・卵）、牛（島原和牛）
  - 加工品 - 島原手延べ素麺、チェリー豆（菓子）[9]
- 漁業
  - 有明海に面し、以下の魚介類が漁獲される。
  - 有明ガネ（「がね」は「カニ」の島原方言）、ジオアワビ、クツゾコ（シタビラメ）、ガンバ（フグ）、クルマエビ、ワカメ、コンブなどが特産。
    - 普賢岳の火山灰を利用して作られる魚の干し物もある。
- 観光業

## 金融
- 銀行
  - 十八親和銀行 - 島原支店、島原中央支店、湊支店、島原湊支店、有明支店
  - 長崎銀行 - 島原支店、有明支店
- 信用金庫
  - たちばな信用金庫島原支店
- 労働金庫
  - 九州労働金庫島原支店
- 証券会社
  - FFG証券島原支店
- 郵便局（ゆうちょ銀行）
  - 集配局（1局） - 窓口業務に加え、郵便物の集配業務も行う。
    - 島原郵便局 - 郵便番号が855で始まる地域（旧島原市）、859-14で始まる地域（旧有明町）の集配業務を担当している。

  - 無集配局（8局）- 窓口業務のみを行う。
    - 島原湊町郵便局、有明郵便局、島原大手郵便局、杉谷郵便局、南高湯江郵便局、三会郵便局、島原江戸町郵便局、島原安中郵便局

  - 簡易郵便局（6局）
    - 高野簡易郵便局、下折橋簡易郵便局、三之沢簡易郵便局、東空閑簡易郵便局、島原外港簡易郵便局（2017年6月1日付で廃止[10]）、戸田簡易郵便局、松尾簡易郵便局
- 農業協同組合（JAバンク）
  - 島原雲仙農業協同組合（JA島原雲仙）
    - 本店、島原支店、有明支店
      - その他島原地区・有明地区営農センターでの営農支援事業や給油所やLPガスセンター等の燃料事業の事業を行っている。
- 漁業協同組合（JFマリンバンク）
  - 有明漁業協同組合、島原漁業協同組合

## 教育

### 高等学校
県立
- 長崎県立島原高等学校（城内二丁目1130）
- 長崎県立島原農業高等学校（下折橋町4520）
- 長崎県立島原工業高等学校（本光寺町4353）
- 長崎県立島原商業高等学校（城内一丁目1213）

私立
- 島原中央高等学校（船泊町丁3415）- 学校法人有明学園が運営。

### 中学校
市立
- 第一中学校（だいいち、城内一丁目1222）
- 第二中学校（だいに、新山三丁目8916）
- 第三中学校（だいさん、梅園町丁2898）
- 三会中学校（みえ、下宮町甲2511-2）
- 有明中学校（ありあけ、有明町大三東戊1535-第2）

### 小学校
市立
- 第一小学校（だいいち、城内一丁目1129）
- 第二小学校（だいに、萩が丘二丁目5688）
- 第三小学校（だいさん、広馬場町7758）
- 第四小学校（だいよん、宇土町乙670-1）
- 第五小学校（だいご、大下町丙1049-1）

- 三会小学校（みえ、中原町乙1462）
  - 長貫分校（ながぬき、長貫町丙1902-1）
- 大三東小学校（おおみさき、有明町大三東丙582-1）
- 高野小学校（こうや、有明町大三東丁2133-1）
- 湯江小学校（ゆえ、有明町湯江丙839）

### 幼稚園
すべて私立
- 島原活水幼稚園（しまばらかっすい、青葉町5436）
- 安中幼稚園（大下町丙1159）
- 勝光幼稚園（有明町大三東戊1480-1）

認定こども園
- ひかわ第一幼稚園（上新丁二丁目2576）
- 島原幼稚園（弁天町一丁目107）
- 有明幼稚園（坂上町7528）

### 保育所
市立
- 白山保育園（はくさん、白山町50）
- 三会保育園（へき地）（みえ、油堀町丙652）

私立
- 誓願幼児園（有明町大三東乙955）
- たけしま保育園（下折橋町4554）
- 中木場保育園（大下町丙1047）
- 愛児保育園（上の町896）
- みどり保育園（柿の木町2937）
- 桜花保育園（亀の甲町乙100）
- わかくさ園保育所（新山二丁目8934-1）
- 安徳保育園（中安徳町丁4178）
- 寺町保育園（寺町5954）
- 春陽保育園（萩が丘一丁目5624-2）

- 山寺保育園（山寺町丙854）
- 美祢保育園（南下川尻町8119）
- こひつじ保育園（湊道二丁目7008-2）
- 清華保育園（有明町大三東甲2150）
- みやま保育園（有明町湯江乙1741）
- 向陵保育園（有明町湯江丙728-1）
- 恵祥保育園（有明町大三東戊2106-4）
- 東向保育園（有明町湯江甲421）
- 心香保育園（有明町大三東戊452-1）
- 浦田保育園（浦田一丁目816-1）

- おさなご園（津吹町乙1380-3）

認可外保育施設
- 島原幼稚園付属つぼみ教室
- ひかわ第一幼稚園　星の子教室

### 特別支援学校
- 長崎県立島原特別支援学校
  - 小・中学部 - 新田町562
  - 高等部 - 南崩山町丁2800-3

### 看護学校
- 島原医師会看護学校（萩原一丁目1230）

### その他の教育関連施設
- 島原市児童館　（白土桃山二丁目1139-2）1964年開館、2024年3月末で閉館[11]。
- 島原市立学校給食共同調理場（宇土町乙670-1）
- 島原市立有明学校給食センター（有明町湯江丙383-2）

### 文化・スポーツ施設
図書館
- 島原図書館（城内一丁目1202）
- 有明図書館「こんね」（有明町大三東戊1382）[注釈 7]

博物館
- 雲仙岳災害記念館（がまだすドーム）（平成町1-1）

文化会館
- 島原文化会館（城内一丁目1177-2）
- 島原市有明総合文化会館（グリーンウェーブ）（有明町大三東戊1382）

公民館
- 三会公民館（中原町乙1935）
- 杉谷公民館（宇土町乙687-1）
- 森岳公民館（城内一丁目1177-イ第3）
- 霊丘公民館（新町二丁目103-1）
- 白山公民館（西八幡町7657）
- 安中公民館（大下町丙1114-第1）
- 有明公民館（有明町大三東戊1438-1）

スポーツ施設・体験施設
- 島原復興アリーナ （平成町2-1）
- 島原総合運動公園（上の原3丁目5643-7）
- 島原市体育館（弁天町二丁目7295-1）
- 島原市立有馬武道館（弁天町二丁目7247-40）
- 島原市立温水プール（弁天町二丁目7247-40）
- 島原市有明プール（有明町大三東丁10-3）
- 島原市有明農林漁業体験実習施設　舞岳山荘（有明町大三東戊5580-2）
- 有明の森
  - 運動公園・フラワー公園・ふるさと物産館 （有明町湯江乙）

## 交通

### 空路
- 最寄りの空港は長崎空港（航路を利用することで、熊本空港へのアクセスも可能）

### 海路
- 島原港から次の各地への航路がある。

- 熊本港（熊本市）
  - 1993年（平成5年）に開設。対岸の熊本市と直接結ばれた事により、観光ルートや日常生活の面で変革をもたらした。また、九州新幹線が開通したことで、熊本港から熊本駅へ向かい、九州新幹線に乗れるようになったことで、博多、大阪、東京へのアクセスが飛躍的に便利になった。
    - 熊本フェリー高速フェリー「オーシャンアロー」
      - 所要時間 - 30分

    - 九商フェリー一般型フェリー
      - 所要時間 - 60分

### 道路

#### 最寄りの高速道路
- 長崎自動車道諫早IC

#### 高規格道路
- 島原道路
- 島原南IC
- 島原外港IC
- 島原IC

#### 一般国道
- 国道57号
- 国道251号

#### 県道
主要地方道
- 長崎県道58号愛野島原線（一部区間-がまだすロード）

一般県道
- 長崎県道202号野田島原線
- 長崎県道207号千本木島原港線
- 長崎県道208号礫石原松尾停車場線

#### 広域農道
- 島原半島広域農道

### 鉄道路線
- 島原鉄道
  - 島原鉄道線
    - 有明湯江駅 - 大三東駅 - 松尾駅 - 三会駅 - 島原駅 - 霊丘公園体育館駅 - 島原船津駅 - 島原港駅
      - 廃止区間（2008年（平成20年）4月1日に廃止）
        - 秩父が浦駅 - 安徳駅

### バス路線
- 島鉄バス
  - 島原市内および島原半島内の諫早市・雲仙市・南島原市各地と島原市を結ぶバス路線を運行する。ほかに、福岡市 - 島原市間の高速バス「島原号」（西日本鉄道と共同運行、所要時間約3時間）を運行する。

## 名所・旧跡・観光スポット
- 島原半島ジオパーク
  - 普賢岳
  - 平成新山
  - 眉山
  - 白土湖
  - 雲仙岳災害記念館（がまだすドーム）
  - 島原温泉
  - 火張山花公園
- 島原城
- 島原武家屋敷街
  - 武家屋敷水路
  - 篠塚邸
  - 山本邸
  - 鳥田邸
  - 榊原郷土史料館
  - 時鐘楼

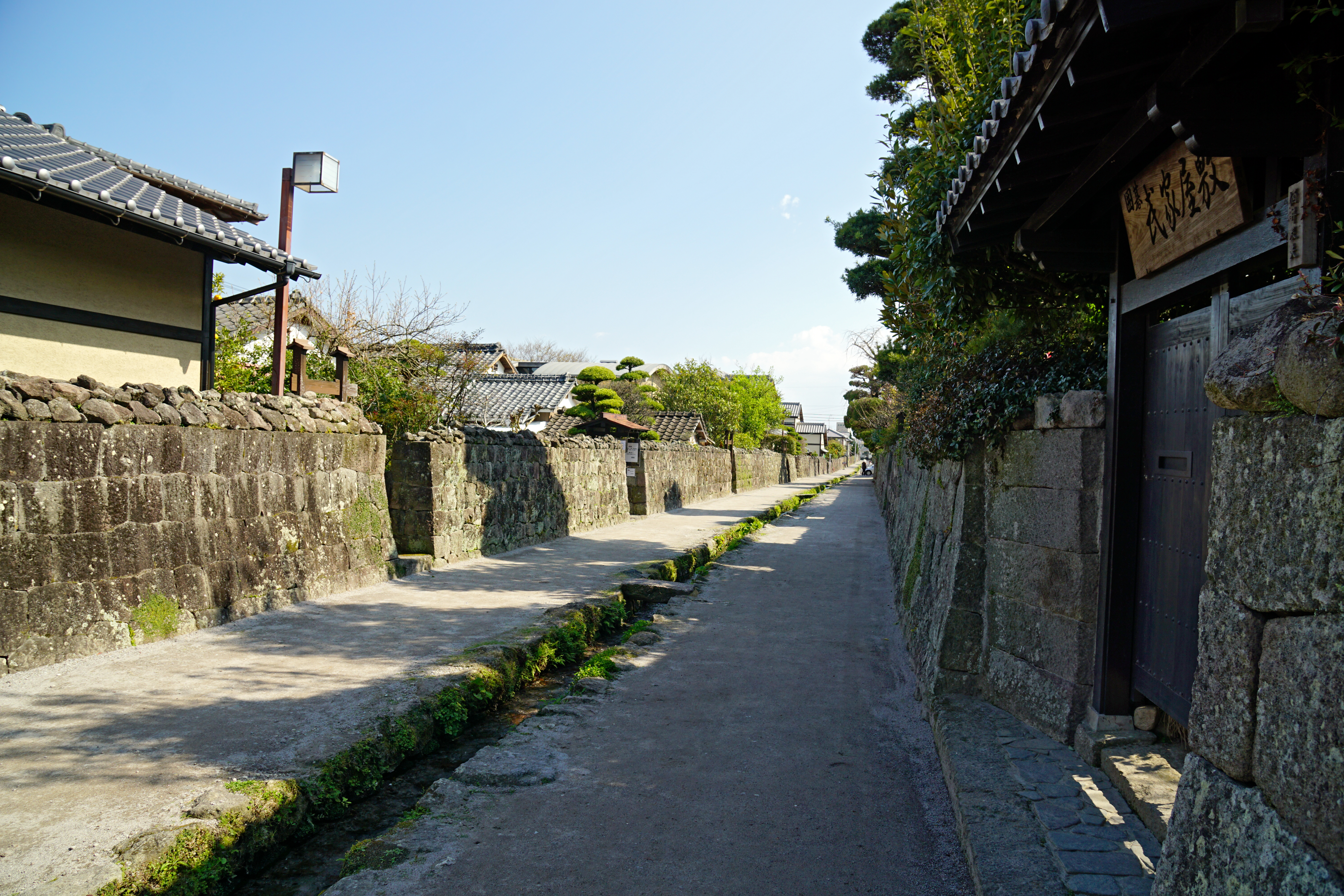
島原武家屋敷街

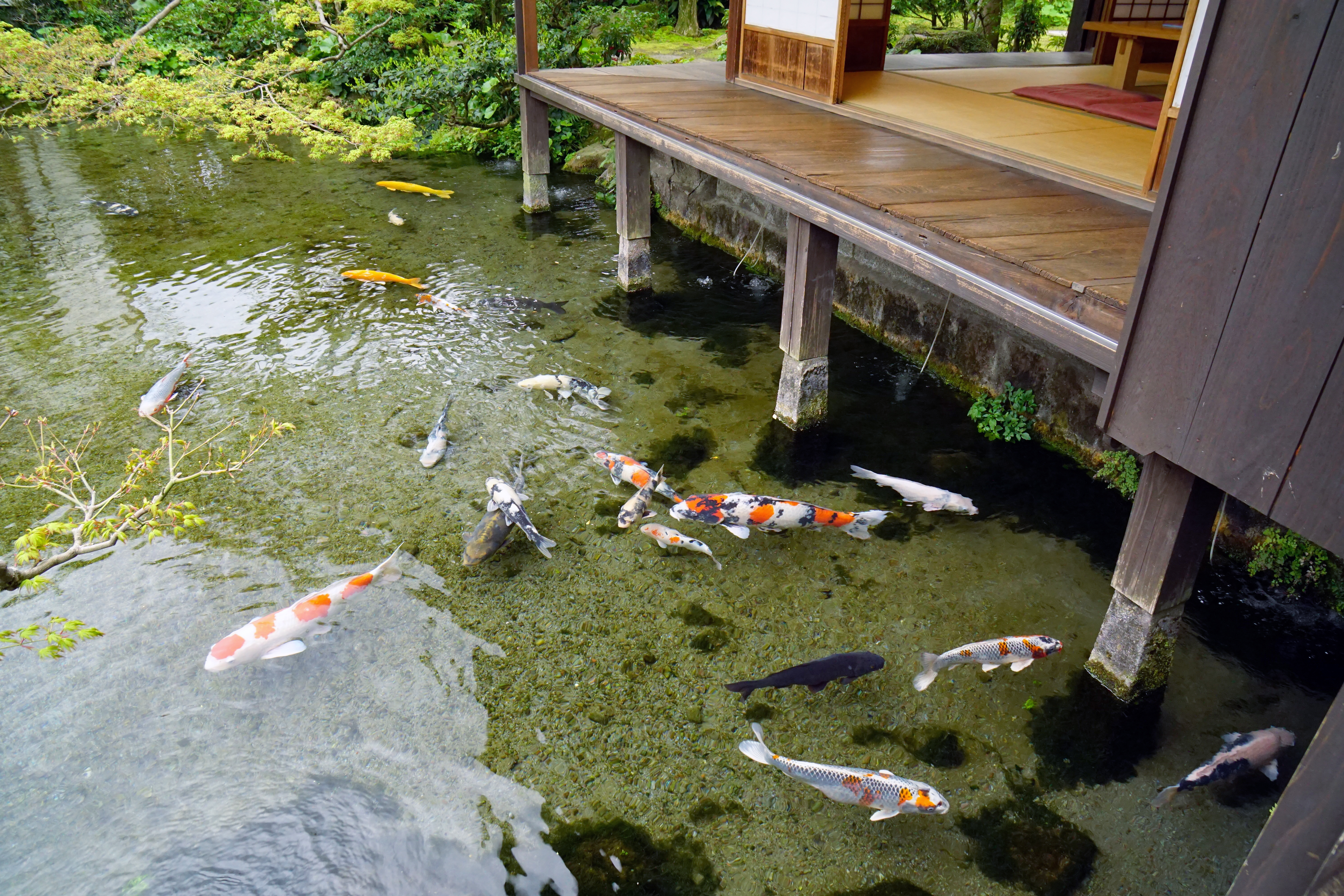
四明荘庭園

- 島原湧水群 - 環境庁選定「名水百選」。国土庁認定「水の郷百選」。
  - 浜の川湧水
  - 鯉の泳ぐまち
  - 湧水庭園「四明荘」（旧伊東家住宅） - 国の登録有形文化財。
  - しまばら湧水館（旧三村家住宅） - 国の登録有形文化財。
- カトリック島原教会
- 九十九島
- 霊丘公園、霊丘神社
- 有明の森フラワー公園
- 島原総合運動公園 - かつて西鉄ライオンズの春季キャンプ地だった。
- 江東寺 - 巨大涅槃像[12]、松倉重政墓所、板倉重昌墓所
- 本光寺 - 深溝松平氏の菩提寺。
- 青い理髪舘 - 国の登録有形文化財。
- 九州オルレ「島原コース」 - 島原半島ユネスコ世界ジオパークに関するオルレコース。

## 文化

### 郷土料理
- 寒ざらし（菓子） - 浜の川湧水観光交流館「銀水」などで提供されている。
- 具雑煮
- 六兵衛（サツマイモでつくったうどん状の食品）
- イギリス（海草「イギス」を使った郷土料理）[13]
- がね炊き（がんば〈フグを梅干しを入れてしょうゆベースで煮た料理〉）

### 祭事・催事
- 島原城下ひなめぐり
- 島原水まつり
- 精霊流し
- がまだす花火大会
- 島原温泉不知火まつり
- 島原半島ツーデーマーチ[14]

## 島原市出身の有名人
- 有明吾郎（元大相撲力士）
- 上田裕司（長崎県副知事）
- 上田良一（元NHK会長）
- 内田益次郎（元陸上自衛隊陸将）※退職時、陸上自衛隊富士学校長
- 大町将梧（元サッカー選手）
- 加藤寛治（元農林水産副大臣）
- 加藤竜祥（衆議院議員）
- 鐘ヶ江管一（元島原市長。通称「ひげ市長」）
- 木藤健太（元サッカー選手）
- 草野仁（フリーアナウンサー、テレビ司会者）※出生地は満州国新京（現：中国吉林省長春）
- 小西紀行（漫画家）
- 佐藤青南（作家）
- 佐藤倫子（フリーアナウンサー、元名古屋テレビ〈メ〜テレ〉アナウンサー）
- 柴田保光（元プロ野球選手）
- 下田圭将（元大相撲力士、元学生横綱）
- 其田秀太（元サッカー選手）
- 仲町貞子（作家）※大三東村出身
- 中村孝明（料理人）
- 中村重和（元サッカー選手）
- 中村真人（サッカー選手）
- NOHANA（ミュージシャン、ベーシスト・Draft King、元ステレオポニー）
- 百武裕司（アマチュア天文家）
- 松田遼馬（元プロ野球選手）
- 松本崇志（射撃選手）
- 丸尾末広（漫画家）
- 宮﨑香蓮（女優）※宮﨑康平の孫
- 宮﨑康平（島原鉄道常務取締役、古代史研究家、作家）※宮﨑香蓮の祖父
- 宮﨑徹（内科医、医学者、免疫学者）
- 村田重治（旧日本海軍軍人）
- 本村大（競艇選手）
- 森﨑東（映画監督、脚本家）
- ザ・ローリングモンキー ムサシ（芸人）

### 島原市にゆかりのある有名人
- 秋野公造（参議院議員・財務副大臣・医師）
- 植木元太郎（初代島原市長、島原鉄道創業者）
- 古瀬大六（小樽商科大学の元教授、漫画家・山下和美の父、「天才柳沢教授の生活」柳沢良則教授のモデル）石川県金沢市生まれ（本籍が高来郡安中村）
- 藤田宗一（プロ野球選手）

### 島原市を題材にした映画
- まぼろしの邪馬台国（2008年）

## マスメディア
島原市は有明海を挟んで、熊本市の金峰山や大牟田市の甘木山、那珂川市・鳥栖市の九千部山と対峙する形なので、昔から長崎の局よりも熊本や福岡、佐賀の局を受信することが一般的であった。今でも、熊本・福岡・佐賀の局を受信している家庭は多い。また、ケーブルテレビは長崎・福岡の各局を再送信している。
県域テレビ・ラジオ局の取材拠点は設置されていないが、1991年の雲仙普賢岳火山活動期において、ラジオの「NHK島原放送局」が設置され、1996年まで運用されていた。
- ケーブルテレビ局
  - ケーブルテレビジョン島原（カボチャテレビ）
  - ひまわりてれび（本社は雲仙市だが、島原市全域でもサービスを行っている）

- コミュニティFM局
  - FMしまばら （ケーブルテレビジョン島原子会社）

- 郷土紙
  - 島原新聞